# Bradypterus cinnamomeus
Bradypterus cinnamomeus là một loài chim trong họ Locustellidae.